# Rancho Queimado
Rancho Queimado este un oraș în Santa Catarina (SC), Brazilia.